# Union sportive Saint-Malo
Maillots
Actualités
Dernière mise à jour : 17 septembre 2024.
L'Union sportive de Saint-Malo (USSM) est un club de football français basé à Saint-Malo (Ille-et-Vilaine), créé en 1901.
L'équipe première, entraînée par Gwen Corbin, évolue en National 2. Elle joue à domicile au stade de Marville à Saint-Malo.
| \| Saint-Malo \| Localisation de Saint-Malo. |
| Saint-Malo                                   |

## Historique

### La création du club en 1902
Tout à la fin du XIXe siècle, des travailleurs anglais des compagnies maritimes et commerciales de Saint-Malo montent un collège non loin des plages de Saint-Servan. Les jeunes collégiens anglais pratiquent sur les places de la ville un jeu singulier qu'ils baptisent le dribbling game.
L'Union sportive Saint-Malo est créée par John Spruyt de Bay, un ancien joueur du Blackpool Football Club. C'est ainsi que le club porte les couleurs noir et or qui sont celles du club anglais. Au début l'USSM porte alors le nom de US Servannaise et Malouine mais aussi Saint-Servan athlétique association et Équipe anglaise de Saint-Servan du fait d'un nombre important de licenciés britanniques. Parmi ses joueurs se trouvaient De Bay père et fils qui ont porté les couleurs de leur rival de l'époque, les Bretons de Rennes, club universitaire ancêtre du Stade rennais.

### De 1903 à 1914
L'US Servannaise et Malouine participe au premier championnat de Bretagne. Elle remporte son premier titre sur une histoire peu commune. Lors de la dernière journée de la saison 1904-1905 alors qu'ils sont à égalité de point avec le Stade rennais, ils jouent leur dernier match contre le Stade vannetais qui se termine par un match nul mais les Vannetais refusent de jouer la prolongation obligatoire de quinze minutes ce qui permet à l'USSM de prendre les deux points et de terminer premier.
La saison suivante, l'USSM est suspendue à un match de la fin et termine dernière du championnat. C'est le Stade rennais qui finit premier. Le 9 avril 1906, l'USSM dépose un appel et déclare que le titre doit être rejoué. Devant le refus du  Stade rennais de rejouer, le titre est donné à l'USSM.
Lors de la saison 1906-1907, l'USSM domine haut la main le championnat au point de ne pas jouer la dernière journée contre le Stade rennais et déclare forfait mais termine avec un point d'avance sur eux.
Ensuite l'USSM termine deux années de suite en seconde position mais avec une bonne équipe tout de même composée d'un certain Ernest Guéguen qui sera le seul joueur de l'USSM à avoir porté le maillot de l'équipe de France
Lors des autres saisons, 1909-1910, 1910-1911, 1911-1912, 1912-1913, 1913-1914, l'USSM termine premier et montre sa suprématie dans ce championnat.

### De 1914 à 2005
L'USSM est l'un des deux clubs pionniers du professionnalisme en Bretagne et participe au premier championnat de deuxième division en 1933-1934 (année de création de la D2).
En  1945, le club de l'US Servannaise et Malouine — qui n'a aucun lien avec le club de la JA Saint-Servan (fondé en 1904) — change de nom et devient l'US Saint-Malo.

### Depuis 2005
En 2009, l'USSM rejoint le niveau national le CFA2, elle termine 10e.
Le club évolue pour la saison 2008-2009 en division d'honneur de la ligue de Bretagne (6e division française). Premier à la fin de cette saison, l'USSM rejoint le championnat de France de football de National 3 (CFA2) quatre saisons après l'avoir quitté.
Lors de la saison sportive 2010/2011, Laurent Lesgent est l'entraîneur de l'USSM pour la dernière année en CFA 2, après 5 ans passés à la tête de l'équipe fanion (période ponctuée par la remontée de la DSE vers la CFA 2).
En effet, le 18 avril 2011, le comité directeur de l'USSM s'est réuni pour prendre acte de la non-reconduction du contrat d'entraîneur général de Laurent Lesgent à partir du début de la saison sportive 2011/2012. Il est remplacé en juillet 2011 par Pierre-Yves David qui entraînait le FC Chartres les deux saisons précédentes.
En 2012, le club monte en championnat de France de football de National 2 (CFA). Lors de la saison 2013-2014, le club malouin rate la montée en National au profit de l'US Avranches, après avoir été en tête du championnat pendant une bonne partie de celui-ci.
Au cours de la saison 2015-2016, le club réalise un parcours remarquable en Coupe de France en atteignant les huitièmes de finale, 92 ans après les quarts de finale de 1924, la meilleure performance de son histoire. Cette même saison, le club manque la montée pour un point de moins que l'US Concarneau.
Lors de la saison 2024-2025, le club breton qui dispute sa 13ème saison de suite en 4ème division, réalise une très bonne première partie de saison, mais fait face à la remontée des Girondins de Bordeaux, redescendu dans le monde amateur. Malheureusement, après une seconde partie de saison mitigée, ils finissent 3ème de leur poule, laissant Saint-Brieuc monter à l’échelon supérieur.

## Résultats sportifs

### Palmarès
| Compétitions nationales | Compétitions régionales |
| --- | --- |
| - Championnat de France D2 - Meilleure performance : 11e en 1934 - Championnat de France amateurs (1935-1971) - Vainqueur de groupe : 1944 - Championat de France de Division 4 (D4) - Vice-champion : 1992 - Vainqueur de groupe : 1987 et 1992 - Championnat de France amateur 2 (D5) - Vainqueur de groupe : 2012 - Coupe de France - Meilleure performance : quart de finale en 1924 | - Championnat de Bretagne (USFSA) - Champion : 1905, 1907, 1910, 1911, 1912, 1913 et 1914 - Championnat de l'Ouest / Bretagne - Champion : 1921, 1922, 1929, 1937, 1939, 1950, 1956, 1986 et 2009 - Coupe de l'Ouest - Vainqueur : 1956 |

### Meilleurs résultats en Coupe de France
- Coupe de France :
  - 1/4 de finale en 1924 (FC Rouen) ;
  - 1/8e de finale en 1920 (CA Paris), 1921 (CA Paris), 1927 (Le Havre AC), 1928 (Red Star), 1929, 1931 (Nice), 1932 (FC Rouen), 1949 (Nîmes Olympique), 2016 (Gazélec Ajaccio) ;
  - 1/16e de finale en 1930 (AS Cannes 1-1, 0-3), 1933 (US Tourcoing 0-8), 1934 (AS Saint-Étienne 0-6), 1941 (Stade rennais 0-1), 1961 (Stade de Reims 0-5) ;
  - 1/32e de finale en 1953 (Olympique lyonnais 0-7), 1955 (Stade rennais 1-4), 1957 (FC Nantes 2-6), 1960 (SCO Angers 0-4), 1994 (Montpellier HSC  0-0, 3 tab 4), 2002 (Olympique lyonnais 0-6), 2018 (La Berrichonne de Châteauroux 1-2).

## Personnalités du club

### Anciens entraîneurs
- Paul Wartel (1933-1934)

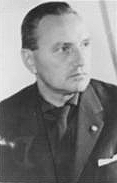
Károly Sós a porté le maillot de l'USS de 1933 à 1935.

- Alexis Thépot (1937-1944)
- André Bordier (1948-1949)
- José Arribas (1952-1954)
- Pierre Brender (1954-19??)
- Pierre Tournier (1968-????)
- Edmond Le Maître (1971-19??)
- Mahi Khennane (1972-1973)
- Dominique Lefebvre (1991-????)
- Michel Sorin (2001-2002)
- Laurent Lesgent (2006-2011)
- Pierre-Yves David (2011-2019)
- Grégory Poirier (2019-2020)
- Fabien Pujo (2020-2022)
- Abdel El Kouraichi (2022)
- Gwenaël Corbin (2022-)

## Structures sportives

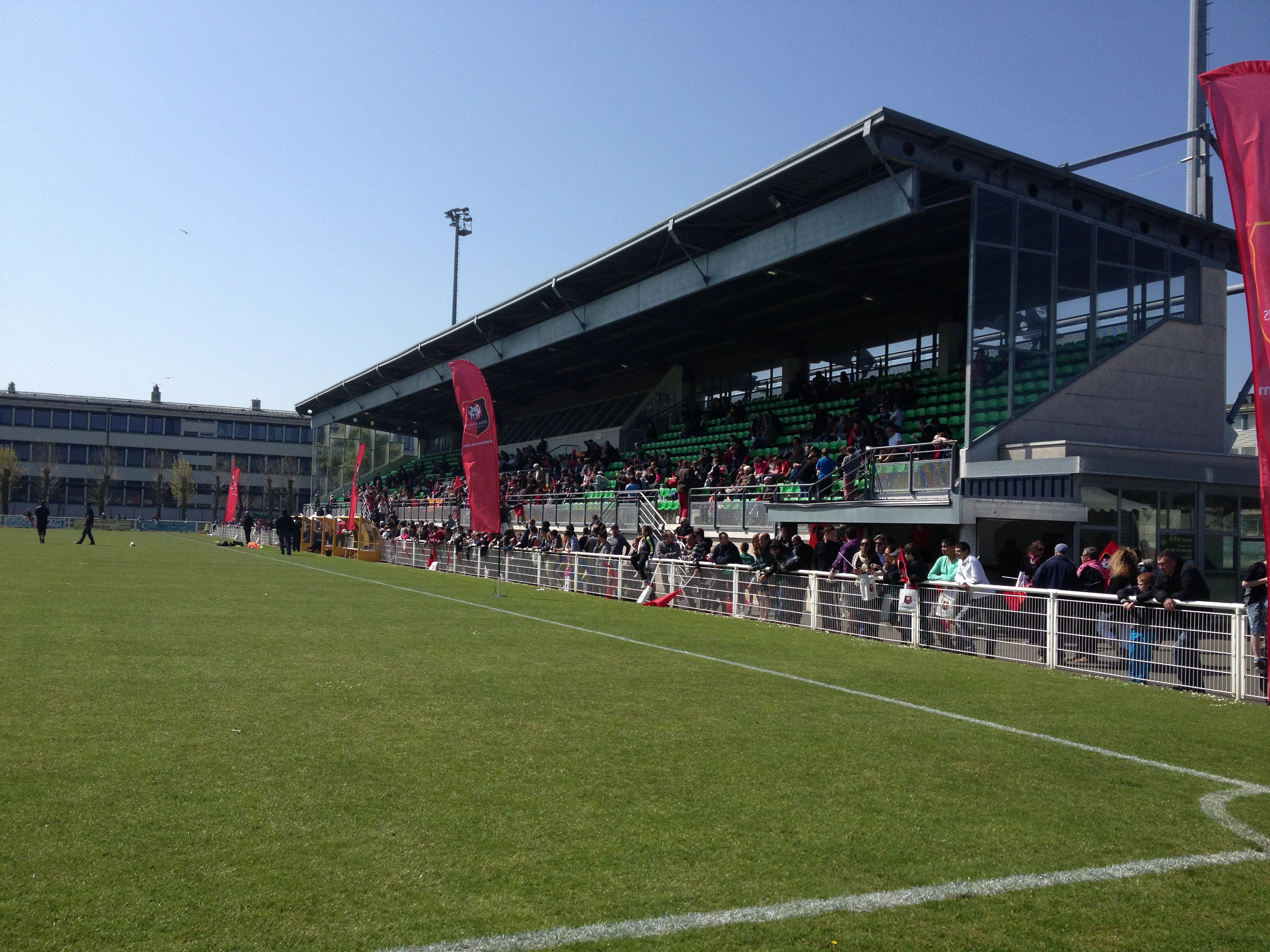
La tribune d'honneur du stade de Marville.

Le stade doit son nom à l'adresse où il se trouve : avenue de Marville. Il est composé d'un terrain d'honneur qui a été construit en 1999 et d'une grande tribune. Elle a une capacité total de 2 500 spectateurs. La commission nationale des terrains de la Fédération française de football (FFF) a attribué le niveau de classification 3, ce qui lui permet d'accueillir désormais des rencontres de CFA. L'ancien terrain d'honneur est devenu depuis un terrain annexe.